# Jennifer Love Hewitt
Jennifer Love Hewitt (ur. 21 lutego 1979 w Waco) – amerykańska aktorka, piosenkarka, autorka tekstów, producentka, reżyserka i scenarzystka.
Laureatka People’s Choice Award za rolę Sarah Reeves Merrin w serialu Fox A życie kołem się toczy (Time of Your Life, 1999–2000), nominowana do Złotego Globu dla najlepszej aktorki w miniserialu lub filmie telewizyjnym za rolę Samanthy „Sam” Horton w dramacie telewizyjnym Lifetime Lista klientów (The Client List, 2010).

## Życiorys

### Wczesne lata
Urodziła się w Waco w Teksasie jako córka Patricii „Pat” Mae (z domu Shipp), logopedki, i Herberta Daniela „Danny’ego” Hewitta, technika medycznego. Jej rodzina miała pochodzenie angielskie, szkockie, niemieckie i francuskie. Dorastała w Nolanville w środkowym Teksasie. Po rozwodzie rodziców Hewitt i jej starszy brat Todd Daniel (ur. 8 listopada 1970) byli wychowywani przez matkę. Kiedy miała 10 lat przeniosła się z matką do Los Angeles. 
Jako małe dziecko Hewitt pociągała muzyka, co zaowocowało jej pierwszymi kontaktami z przemysłem rozrywkowym. W wieku trzech lat zaśpiewała „The Greatest Love of All” na pokazie zwierząt gospodarskich. W następnym roku w restauracji – sali tanecznej zabawiała publiczność swoją wersją „Help Me Make It Through the Night”. W wieku pięciu lat uczyła się tańca i stepowania i baletu. W wieku dziewięciu lat została członkiem Texas Show Team, z którym odbyła tournée także w Związku Radzieckim. 

### Kariera
Występowała w reklamach i jako Robin w programie dla dzieci Disney Channel Kids Incorporated (1989–1991). Pierwszy album Let’s Go Bang (1995) wydała jako szesnastolatka, potem był Jennifer Love Hewitt (1996) i Love Songs (1997). W 1997 ukończyła Laurel Springs High School. Po kilkuletniej przerwie, pod koniec 2002 nagrała płytę Barenaked. Od tego czasu zapraszana była na wiele imprez i koncertów, by zaprezentować choć kilka utworów z albumu. Śpiewała m.in. w Nowym Jorku, Bostonie, Atlancie i Kansas.
Wystąpiła w teledyskach: „High” (1997) Feedera, „Can’t Get Enough of You Baby” (1998) Smash Mouth, „Girl on TV” (1999) LFO i „Hero” (2002) Enrique Iglesiasa oraz pojawiała się w reklamach dla: L.A. Gear (1989), Victoria Golf (1991), Chex (1992), Barbie (1992) oraz Neutrogena (1998–2003). Przez pewien czas prowadziła cykl programów poświęconych problemom nastolatków na kanale MTV.
W świadomości widzów zaistniała dzięki roli Sary Reeves w serialu Ich pięcioro (Party of Five, 1994–2000). Sławę przyniósł jej dreszczowiec Koszmar minionego lata (I Know What You Did Last Summer, 1997) i jego sequel – Koszmar następnego lata (I Still Know What You Did Last Summer, 1998), w których wcieliła się w główną bohaterkę, Julie James. Do ważnych filmów w jej karierze należy również zaliczyć Wielki podryw (Heartbreakers, 2001) oraz Smoking (The Tuxedo, 2002). W latach 2005–2010 grała postać Melindy Gordon w serialu telewizyjnym Zaklinacz dusz (Ghost Whisperer).

## Życie prywatne
20 listopada 2013 zawarła związek małżeński z aktorem Brianem Hallisayą, z którym ma córkę Autumn (ur. 26 listopada 2013) oraz dwóch synów – Atticusa (ur. 2015) i Aidana (ur. 2021).

## Wybrana filmografia
- Mój kumpel Munchie (Munchie, 1992)
- Mała milionerka (Little Miss Millions, 1993)
- Zakonnica w przebraniu 2: Powrót do habitu (Sister Act 2: Back in the Habit, 1993)
- Areszt domowy (House Arrest, 1996)
- Ten pierwszy raz (Trojan War, 1997)
- Koszmar minionego lata (I Know What You Did Last Summer, 1997)
- Zoomates (głos) (1998)
- Mówię Ci (Telling You, 1998)
- Koszmar następnego lata (I Still Know What You Did Last Summer, 1998)
- Szalona impreza (Can’t Hardly Wait, 1998)
- Wielki powrót (The Suburbans, 1999)
- Historia Audrey Hepburn (The Audrey Hepburn Story, 2000)
- Na skróty do szczęścia (The Devil and Daniel Webster, 2001)
- Wielki podryw (Heartbreakers, 2001)
- Dzwonnik z Notre Dame II (The Hunchback of Notre Dame II, 2002)
- Smoking (The Tuxedo, 2002)
- Groove Squad (głos) (2002)
- Przygody Tomcio Palucha i Calineczki (The Adventures of Tom Thumb and Thumbelina, 2002)
- Garfield (2004)
- Jeśli tylko (If Only, 2004)
- Naga prawda o miłości (The Truth About Love, 2005)
- Opowieść wigilijna (A Christmas Carol, 2004)
- Wyznania nałogowej karierowiczki (Confessions of a Sociopathic Social Climber, 2005)
- Garfield 2 (Garfield: A Tail of Two Kitties, 2006)
- Delgo (głos) (2008)
- The Magic 7 (głos) (2009)
- Lista klientów (The Client List, 2010)
- Kawiarenka (Cafe, 2011)
- Zaginiona Walentynka (The Lost Valentine, 2011)
- Jewtopia (2012)

### Seriale tv
- 1990–1991: Kids Incorporated – Robin
- 1992–1993: Shaky Ground – Bernadette Moody
- 1994: Ucieczka do raju (The Byrds of Paradise) – Franny Byrd
- 1994–1995: Rodzina McKenna (McKenna) – Cassidy McKenna
- 1995–1999: Ich pięcioro (Party of Five) – Sarah Reeves
- 1999: Herkules (głos) – Medusa
- 1999–2001[10]: A życie kołem się toczy (Time of Your Life) – Sarah Reeves Merrin
- 2001: Weekendowcy (The Weekenders) (głos) – jako ona sama
- 2005–2010: Zaklinacz dusz (Ghost Whisperer) – Melinda Gordon
- 2012–2013: Lista klientów (The Client List) – Riley Parks
- 2014–2015: Zabójcze umysły (Criminal Minds) – Kate Callahan
- od 2018: 9-1-1 – Maddie Kendall

## Dyskografia

### Albumy
- Love Songs (1992)
- Let’s Go Bang (1995)
- Jennifer Love Hewitt (1996)
- I Still Know What You Did Last Summer (soundtrack, 1998)
- BareNaked (2002)
- Cool with You: The Platinum Collection (kompilacja, 2006)
- Hey Everybody (kompilacja, 2007)

### Single
- How Do I Deal (1998)
- Barenaked (2002)
- Can I Go Now? (2002)
- Hey Everybody (2002)